# Mimusops obtusifolia
Mimusops obtusifolia är en tvåhjärtbladig växtart som beskrevs av Jean-Baptiste de Lamarck. Mimusops obtusifolia ingår i släktet Mimusops och familjen Sapotaceae. Inga underarter finns listade i Catalogue of Life.